# Norge (dirijabil)
Norge a fost un dirijabil semirigid⁠(d) construit din Italia, care a efectuat prima călătorie confirmată la Polul Nord și probabil primul survol confirmat peste acesta la 12 mai 1926. De asemenea, a fost prima aeronavă care a zburat peste calota de gheață polară între Europa și America. Expediția a fost concepută de exploratorul polar și liderul expediției Roald Amundsen, de proiectantul și pilotul dirijabilului, Umberto Nobile⁠(d), și de exploratorul american Lincoln Ellsworth⁠(d) care, împreună cu Aeroclubul Norvegiei, au finanțat călătoria care a fost cunoscută sub numele de „Zborul Transpolar Amundsen-Ellsworth 1926”. 

## Proiectare și dezvoltare

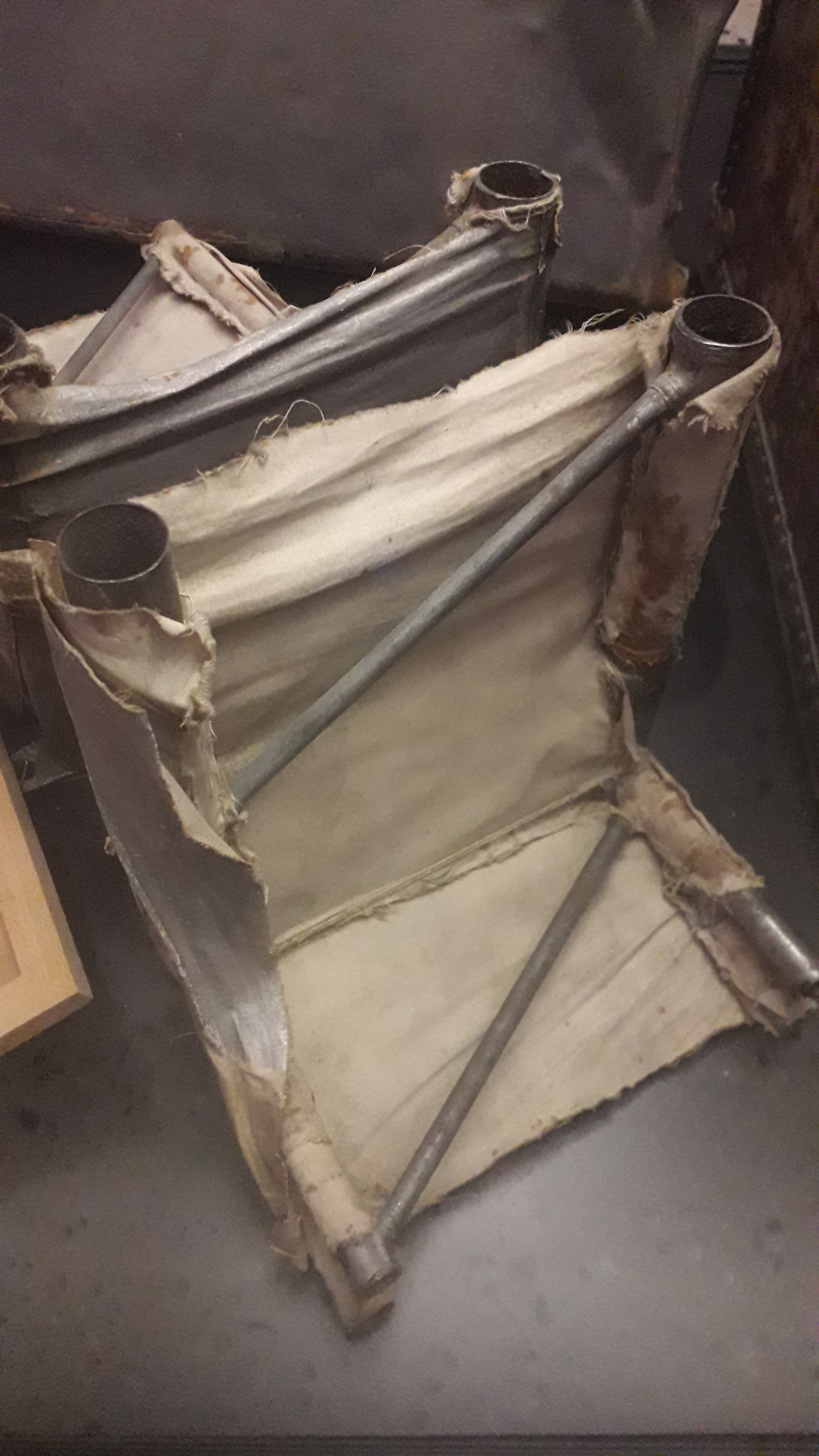
Fragmente din coada lui Norge

Norge a fost primul dirijabil semirigid⁠(d) de clasă N, conceput de Umberto Nobile, iar construcția sa a început în 1923. Ca parte a contractului de vânzare [sub numele de Norge], a fost amenajat pentru condiții arctice. Anvelopa sub presiune a fost consolidată cu rame metalice la bot și coadă, cu o chilă metalică tubulară flexibilă care le leagă pe cele două. Aceasta a fost acoperită cu pânză și folosită ca spațiu de depozitare și pentru echipaj. Trei gondole motoare și cabina de control separată erau atașate la partea inferioară a chilei. Norge a fost primul semirigid italian care a fost echipat cu aripi de coadă cruciforme dezvoltate pentru prima dată de compania Schütte-Lanz. 

## Expediția polară
În 1925, Amundsen l-a trimis lui Nobile o telegramă în care îi cerea să-l întâlnească la Oslo, unde i-a propus o călătorie cu dirijabilul peste Oceanul Arctic. Cu un contract semnat, Nobile a modificat N-1 pentru condiții reci. Deoarece expediția era finanțată de Aero Clubul Norvegiei, N-1 modificată a primit numele Norge (în traducere, Norvegia). 

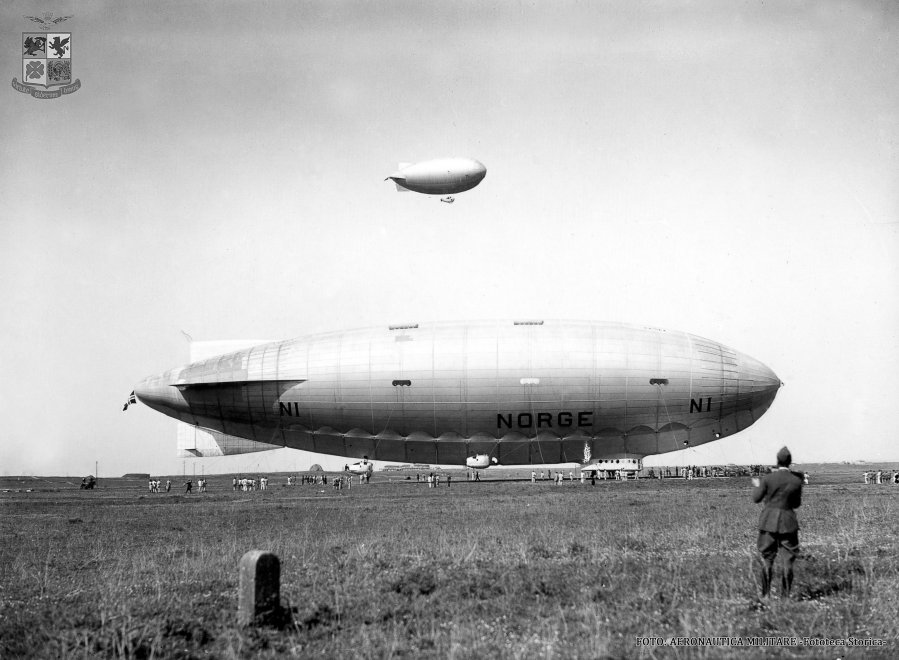
Norge la decolare pe aeroportul Ciampino

La 29 martie 1926, în cadrul unei ceremonii la aerodromul Ciampino, Norge a fost predat Aero Clubului Norvegiei. Zborul spre nord trebuia să plece din Roma la 6 aprilie, dar a fost întârziat din cauza vânturilor puternice și a plecat la ora 09:25 în ziua de 10 aprilie. Nava a ajuns la Stația de Dirijabile RNAS Pulham⁠(d) din Anglia la ora 15:20; din cauza vremii nefavorabile, nu a fost dus în hangar până la ora 18:30. Întârziat din nou de vreme, Norge a plecat din Pulham spre Oslo, la 12 aprilie, la ora 11:45.
În 15 aprilie la ora 01:00, Norge a părăsit catargul de acostare de la Ekeberg⁠(d) din Oslo, către Gatcina, lângă Leningrad; după un zbor de 17 ore, a ajuns la 19:30, întârziat de ceața deasă de pe parcurs. După sosirea la Gatcina, Nobile a anunțat că Norge va rămâne în hangar timp de o săptămână pentru reparații și întreținere; aceasta includea adăugarea de bărci pliabile din cauciuc pentru utilizare în caz de urgență. Deși este de așteptat să părăsească Gatcina imediat ce vremea permite după 24 aprilie, plecarea a fost întârziată cu o săptămână, deoarece catargul de la Golful Regelui, Spitzbergen, nu era gata. Deși Nobile era dornic să ajungă la Spitsbergen, chiar dacă catargul și șopronul nu erau finalizate, întrucât îl îngrijora vremea, plecarea din Gatcina a fost din nou amânată.

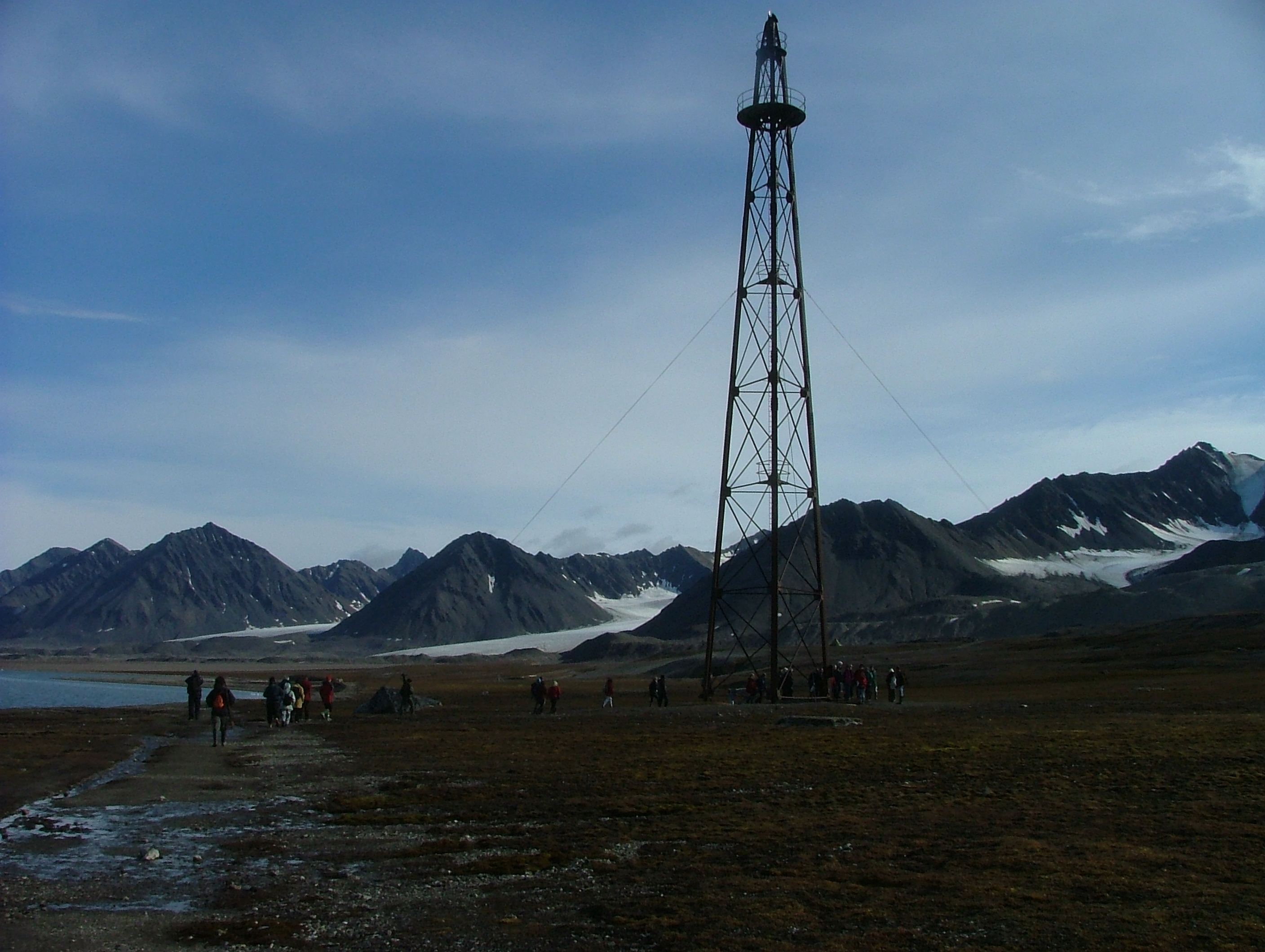
Catarg în Ny-Ålesund

Aeronava a plecat în sfârșit din Gatcina la 5:40 pe 5 mai pentru a merge la Vadsø, în nordul Norvegiei, unde catargul de dirijabile încă mai este în picioare. Expediția a traversat apoi Marea Barents pentru a ajunge în Golful Regelui la Ny-Ålesund, Svalbard. Acolo, Nobile l-a întâlnit pe Richard Evelyn Byrd pregătindu-și trimotorul Fokker⁠(d) pentru tentativa sa de a zbura la Polul Nord. Nobile a explicat că călătoria lui Norge urma să observe marea necartografiată dintre Pol și Alaska, unde se credea că ar exista uscat; la vremea aceea, el credea că Robert Edwin Peary ajunsese deja la pol. Aceasta avea să fie ultima oprire înainte de a traversa polul. Dirijabilul a plecat din Ny-Ålesund pentru ultima porțiune de drum peste gheața polară, la 11 mai, la ora 9:55.

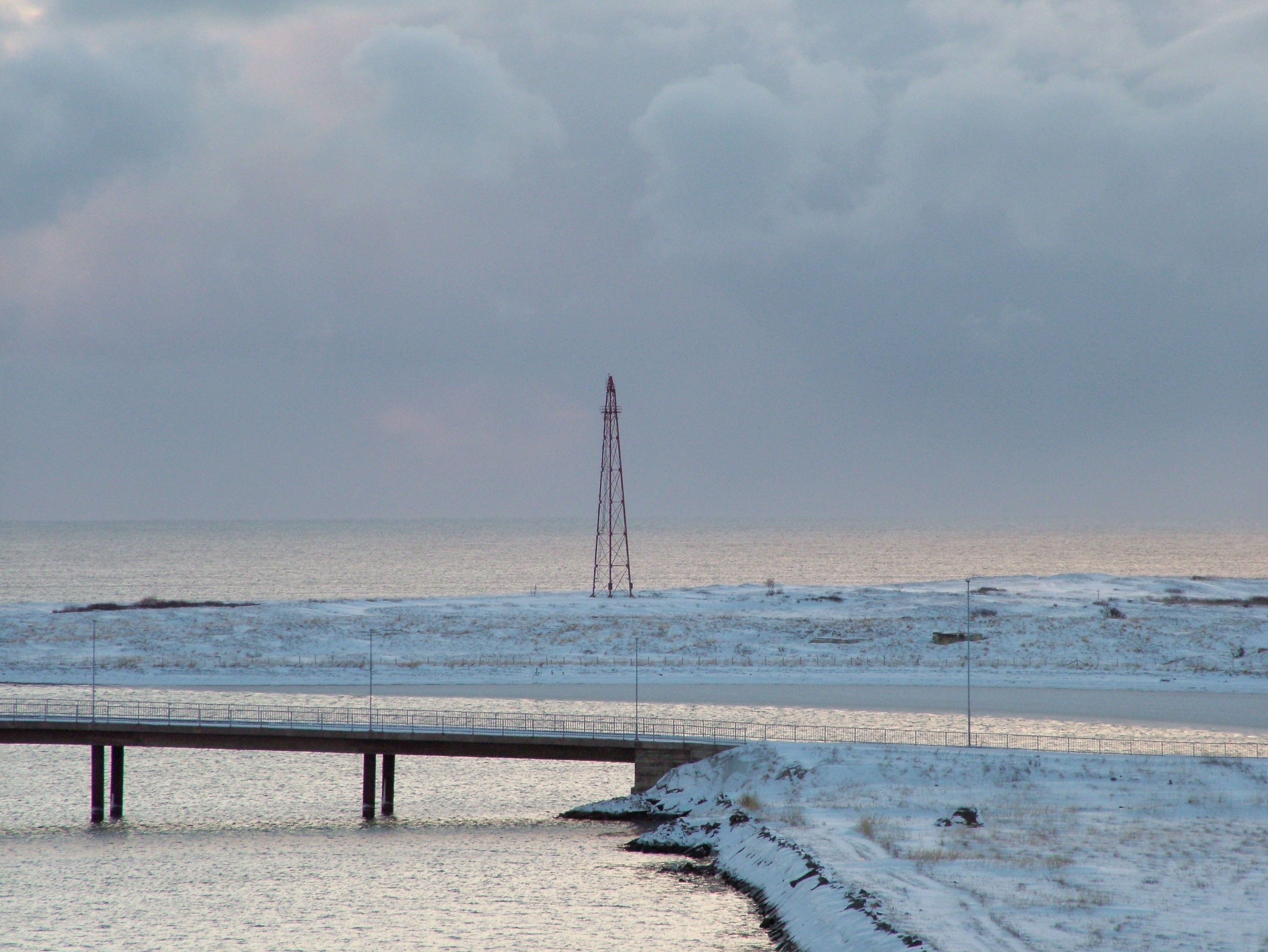
Catargul de dirijabile din Vadsø

Expediția din 16 oameni era formată din Amundsen, liderul expediției și navigatorul; Umberto Nobile⁠(d), proiectantul și pilotul dirijabilului; exploratorul polar și sponsorul expediției Lincoln Ellsworth⁠(d); precum și exploratorul polar Oscar Wisting⁠(d) care a servea drept timonier. Alți membri ai echipajului au fost locotenentul Hjalmar Riiser-Larsen⁠(d), navigator; locotenentul Emil Horgen, însoțitor de ascensor; căpitanul Birger Gottwaldt, expert radio, dr. Finn Malmgren⁠(d) de la Universitatea Uppsala, meteorolog;  Fredrik Ramm⁠(d), jurnalist; Frithjof Storm-Johnsen, operator radio; lt. de aviație Oscar Omdal, inginer de zbor; Natale Cecioni, mecanic șef; Renato Alessandrini, rigger; Ettore Arduino, Attilio Caratti și Vincenzo Pomella, mecanici. Câinele lui Nobile, Titina, a venit și el la bord ca mascotă. 
Pe 12 mai, la 01.25 (GMT), ei au ajuns la Polul Nord, moment în care drapelele norvegian, american și italian au fost aruncate din aeronavă pe gheață.  Relațiile dintre Amundsen și Nobile, care fuseseră încordate în condițiile de frig, înghesuială și zgomot s-au înrăutățit și mai mult când Amundsen a văzut că pavilionul italian aruncat era mai mare decât oricare dintre celelalte. Ulterior, Amundsen și-a amintit cu reproș că sub Nobile, dirijabilul devenise „o căruță de circ pe cer”.
 

După traversarea polului, încrustările de gheață au continuat să crească pe dirijabil, astfel încât bucățile care se rupeau erau suflate de elice și loveau pânza. 
„Gheața ce se forma pe elice în timp ce treceam prin ceață, și era azvârlită spre dedesubtul sacului, a sfâșiat pânza ce acoperea chila, deși nu desfăcuse sacii de gaz și nu produsese pierderi de hidrogen. Consumasem tot cimentul cu repararea pânzei..."”
În 14 mai, Norge a ajuns la satul Teller, Alaska⁠(d) al poporului Inupiat unde, în condițiile în care vremea se înrăutățise, s-a luat hotărârea de a ateriza și de a nu continua către Nome. S-a afirmat că dirijabilul a fost avariat în timpul aterizării și a fost demontat și expediat înapoi în Italia. 
Cele trei revendicări anterioare de a fi ajuns la Polul Nord — ale lui Frederick Cook⁠(d) în 1908, Robert Peary în 1909 și Richard E. Byrd în 1926 (cu doar câteva zile înainte de Norge) — sunt toate contestate ca fiind fie de o acuratețe dubioasă, fie de-a dreptul fraude. Prin urmare, unii dintre cei care contestă aceste afirmații anterioare consideră că echipajul lui Norge este prima expediție confirmată care a ajuns la Polul Nord. 

## Specificații (Norge)
Caracteristici generale
- Capacitate: Masă totală transportată 9,500 kg
- Lungime: 106 m
- Diametru: 26 m
- Volum: 19,000 m3 de hidrogen gazos
- Sursa de energie: 3 × motoare Maybach Mb.IV⁠(d) cu 6 cilindri în linie, răcit cu apă, a câte 190 kW (260 CP)

Performanță
- Viteză maximă: 115 km/h